# 내친구의두엄마
"내친구의두엄마"는 2019년에 개봉한 대한민국의 로맨스 영화이다.

## 줄거리
절친한 친구의 두 엄마와의 은밀한 속사정~

어느 날 민호의 아빠는 무작정 애인 연주를 데리고 오고, 상미에게 이혼하자 말한다. 받아들일 수 없다는 상미와 화내는 민호, 위자료 챙겨줄 때 순순히 말 들으라며 한 달 안에 이혼 안 해주면 빈털터리로 쫓아내겠다는 아빠. 민호는 엄마 상미를 위로하며 자신이 어떻게든 해보겠다고 한다. 연주를 불러내 가정 깨트리지 말고 떠나라 말하는 민호. 다 늙은 아빠가 뭐가 좋냐 묻자 돈 때문이라 순순히 말하는 연주. 자신을 내쫓으려는 민호를 당돌하게 유혹하며, 엄마가 되면 계속자기와 할 수 있다 말한다. 유혹을 거부한 민호는 한 가지 아이디어를 떠올린다. 어릴 적 친구인형진을 집으로 불러, 연주를 유혹해 달라고 부탁하는 민호. 예전부터 잘 대해주던 친구의 엄마를위하여 부탁을 들어주기로 한다. 그 계획을 우연히 듣게 된 상미. 얼마 후, 연주가 혼자 있는 때에 형진을 데리고 집에 온 민호. 민호가 자리를 비우자 연주가 먼저 다가와 그를 유혹하고, 민호는 그 모습을 몰래 찍는다. 연주에게 찍은 영상을 보여주는 민호. 결국 그녀는 떠난다. 연주가 떠난 후, 형진을 집으로 부른 상미. 자신을 위해 노력해줘서 고맙지만 남편과 더 못 살겠어 이혼할 거라며 미안하다는 상미. 괜찮다며 위로하는 형진에게 안기는 그녀. 앞으로는 자기가 책임져주겠다는 형진. 결국 상미는 이혼하고 형진과 함께한다.

## 캐스팅
- 유니 : 연주 역
- 유진 : 상미 역
- 시우 : 형진 역
- 상두 : 민호 역